# Dun-sur-Meuse
 Dun-sur-Meuse  es una población y comuna francesa, en la región de Lorena, departamento de Mosa, en el distrito de Verdún y cantón de Dun-sur-Meuse.

## Historia
Importante fortaleza del Ducado de Lorena, fue ocupada por las tropas francesas en 1592, devuelta en 1596. Anexionada a Francia en 1632, Luis XIII ordenó el desmantelamiento de sus fortificaciones en 1642. Durante la Primera Guerra Mundial, gran parte de la ciudad fue destruida.

## Demografía
| 717 | 700 | 782 | 747 | 806 | 752 |
| Para los censos de 1962 a 1999 la población legal corresponde a la población sin duplicidades (Fuente: INSEE [Consultar]) |     |     |     |     |     |